# Symphonie opus 41 de Luigi Boccherini
Pour un article plus général, voir Symphonies de Boccherini.
La symphonie en do mineur opus 41 (G.519) de Luigi Boccherini date de janvier 1788 et est dédiée au roi de Prusse, Frédéric-Guillaume II.